# Vêtements nationaux albanais
 (novembre 2020).
- Si vous ne connaissez pas le sujet, laissez ce bandeau (vous pouvez alors contacter les auteurs).
- Si vous supprimez le contenu mis en cause (vous pouvez préalablement contacter les auteurs),

argumentez précisément cette suppression dans la page de discussion
(un manque de référence n'est pas un argument ; une recherche réelle de référence doit avoir été effectuée, être formellement documentée).
Les costumes folkloriques sont sans aucun doute l'une des manifestations les plus puissantes de la culture traditionnelle en Albanie. Ils sont les héritiers de nombreux éléments, provenant de l'Antiquité et du Moyen Âge, mais sont également l'expression des relations culturelles avec d'autres peuples au cours des siècles.

## Classification générale
Les principaux types de costumes folkloriques albanais pour les hommes sont : le costume avec la jupe, le costume avec la chemise longue et le dollam (cibun), le haut avec le costume tirq et celui avec la poture (short jusqu'au genou). Ainsi, en Albanie, les hommes ont porté les deux robes en forme de jupe large, ainsi que celles en forme de pantalon, mais les premières sont devenues inutilisables plus tôt que les autres. Les pièces les plus ornées étaient les gilets festifs et les lunettes. Les hommes albanais portaient également divers ornements en argent, tels que des coussins de poitrine, des pinces décoratives sur les gilets, des bagues, des pipes et des étuis à cigarettes, mais surtout, des armes de ceinture et de bras, toujours richement décorées.
Pour les femmes, les principaux types de vêtements sont: le costume avec le jubilé (une jupe en forme de cloche), le costume avec la chemise longue et la veste shajak sur le dessus, le costume avec deux empiècements placés sur la chemise longue, l'un devant et l'autre derrière, et le costume avec emballage (une extrémité ouverte, froncée à la taille avec des plis ou sur les côtés).
Dans les vêtements, les couleurs et les ornements variaient avec l'âge. Pour les tout-petits et les jeunes, le costume provincial aurait pu être plus simple. Contrairement à d'autres peuples des Balkans, en Albanie, la jeune fille qui avait atteint l'âge du mariage devait s'habiller simplement et sans bijoux, bien se couvrir les cheveux avec un mouchoir et ne pas porter de vêtements rouges. Le costume de mariage était la variante vestimentaire la plus riche de la province, tant pour les mariés que pour les mariés. Pour les mariées, les ornements en métal étaient inévitables, même s'ils étaient utilisés de manière excessive, car ici, apparemment, non seulement leur fonction esthétique était importante, mais aussi la fonction magique qui leur était exercée. Pour les mariées, la décoration de la tête était d'une importance particulière. Quelques années après le mariage, la robe a commencé à être allégée par les embellissements.
Dans les costumes folkloriques, les signes de deuil étaient peu nombreux, les femmes pouvaient porter ce dos certaines des parties les plus ornées du costume, par exemple. la veste ou le devant.
Les études menées à ce jour ont montré que les composants des vêtements traditionnels n'ont pas tous le même âge. Il y a des parties qui rappellent les costumes médiévaux, avec des influences byzantines et orientales, d'autres qui viennent comme un écho des temps anciens, mais il y a aussi des éléments qui peuvent être associés à la culture illyrienne. On peut ainsi citer les analogies observées entre la ligne populaire et le «symbolisme» illyrien, comme entre les cagoules, capuchons (écharpes), opings, etc., et les éléments respectifs, utilisés par les Illyriens. Grâce à ces éléments hérités de la culture illyrienne et arbérienne du Moyen Âge, au cours de leur développement historique, les costumes folkloriques ont réussi à acquérir une gamme de caractéristiques originales, qui prennent les valeurs d'un indicateur ethnique, qui distingue les costumes albanais de ceux des autres peuples.

## Classification des vêtements traditionnels pour femmes

### Robe avecxhubleta
Il tire son nom du bout en forme de cloche ondulée, cousue avec des bretelles shajak placées les unes après les autres dans une ligne horizontale, dont l'union est réalisée avec de fines tresses de laine. La xhubleta se compose de quelques autres parties du shajak noir, comme la xhubleta, qui s'appellent: grykës, manga, krahol, etc. L'autre partie est également la large ceinture ornée de perles et de tresses qui dans le dialecte local s'appelle krdhokëll. Il portait un mouchoir blanc sur ses épaules. Les pieds étaient protégés par des chevilles shajak ou de longues chaussettes, ainsi que par des opings en cuir. La robe avec le jubilé dans la moitié inférieure a la forme d'une cloche et dans la moitié supérieure elle ressemble à la robe des croisés, ainsi que de nombreux symboles gravés sur ce costume, comme la tête d'un taureau crétois, en forme de croix, croix gammée, etc. sont connus comme les Templiers. La chercheuse du système de symbolisme dans les costumes nationaux albanais du Nord, Luljeta Dano, affirme que le mystère de la robe noire brille à tous les points de vue, tels que l'aspect monumental, la construction, la technique de tissage, les ornements de broderie, l'effusion d'ornements, etc. n'étant pas simplement, un vêtement pour femmes, mais une ancienne institution d'éducation par les matriarches. Le mystère de cette robe noire est plus grand que notre connaissance du symbolisme qu'elle contient, mais aujourd'hui, nous pouvons dire que les questions à son sujet ont une réponse.
Dans cette robe se détache la forme du jubilé, bien différente de toute autre robe, la façon de décorer ses pièces avec des motifs et des couleurs pleines mais très choisies, comme le noir, le cyclamen, le violet ou le bleu. Cette robe est portée dans tous les hauts plateaux des Alpes albanaises, une partie d'entre elles est aujourd'hui située sur le territoire administratif du Monténégro. La xhubleta représente le plus ancien type de robe albanais, mais aussi la typologie de la plus ancienne robe du monde, encore vivante dans la tour de montagne albanaise. Il apporte les messages de la civilisation illyrienne à la culture populaire albanaise qui prend vie à nos jours.

### Robe avec chemise longue et tablier
La partie principale de cette robe est la chemise longue, à manches longues, larges ou étroites. Au milieu, il était attaché par une ceinture de laine de différentes couleurs et était accompagné sur le devant d'un tablier en laine ou en coton dont les tailles et les ornements variaient d'une province à l'autre. En été, dans la partie supérieure, la femme portant cette chemise portait un gilet, tandis qu'en hiver, une menthe à manches longues et une veste shajak étaient ajoutées au-dessus. La longueur, la couleur et la décoration du jockey variaient notamment en fonction de la position géographique ou du développement des provinces où cette robe était portée, créant ainsi de nombreuses caractéristiques locales. Ces vêtements sont répandus à Mirdita, Diber, Mat, Shpat, Cermenike, Dumre, Myzeqe, Berat, Corée, Kolonje, Gjirokaster, Saranda, etc.

### Robe à deux jambes
Cette robe se composait également d'une chemise longue, gilet ou mitan, ceinture de plusieurs couleurs, mais elle était également accompagnée de deux longs empiècements (devant), l'un compressé à l'avant et l'autre légèrement plus petit était placé dans le dos. Dans cette variante (longue) se trouvaient les tabliers (futas) portés par les femmes de Postrripe (Shkoder) ceux des villages Baz, Vinjoll, Karrice, etc., du district de Mat. Dans une autre variante, les futas avaient une forme trapézoïdale et celui de devant était plus grand et était appelé paranique, tandis que le dos avait des dimensions plus petites et était rappelé. Cette variante était répandue dans certains villages du district de Puka, à Malesina e Gjakova (district de Tropoja), dans certains villages du district de Has, ainsi que dans certains villages de la plaine de Dukagjini (Kosovo). Les futas avaient une forme quadrangulaire, également dans ces provinces ce qui était placé devant était plus grand que l'arrière. Dans les deuxième et troisième versions, les modèles en laine ont été préférés dans les couleurs foncées (noir, brun ou cerise).

### Vêtements enveloppés
La partie principale de ce type de robe est une sorte de bas large, avec de petits côtés. En dessous, il portait une chemise moulante, tandis qu'en haut il portait un gilet et un t-shirt à manches serrées. Dans les villages de la province de Zadrima, une variante d'emballage a été conservée, dont les côtés n'étaient placés que sur le dos du corps. C'était généralement noir. Dans certains villages de Puka et des montagnes de Gjakova, le manteau, généralement de couleur cerise ou verte et rarement violet, avait un aspect très élégant et était accompagné de chaussettes en laine décorées de plusieurs motifs de plusieurs couleurs.
Alors que la variante conservée dans certains villages de la province de Lume (Kukes) et celle conservée à Shishtavec (Kukes) était accompagnée de sous-vêtements longs, dont les jambes étaient larges et faites de laine de différentes couleurs
Le nom de ce type est déterminé par un type de pantalon très large et de couleur noire. Sur la partie supérieure du corps, les femmes vêtues de culottes portaient des chemises courtes, des gilets ou des mitaines. Sur leurs pieds portaient des chaussettes de laine multicolores. Toujours sur la culotte dans la partie avant était porté un tablier en laine décoré de carrés de plusieurs couleurs. Sur la tête, ils portaient des écharpes multicolores nouées sous le cou, sans les plier en forme de triangle. En fait, cette robe est utilisée depuis le début du XXe siècle et avait une utilisation limitée, principalement dans certains villages des hauts plateaux de Tirana, à Martanesh, à Polis, Berzeshte, Gur i Bardhe, etc.
Quelle que soit la définition des zones où ces types de vêtements sont conservés, il existe des cas où dans la même province ou zone plusieurs types sont conservés, ce qui est lié aux mouvements de population, aux relations matrimoniales...

## Vêtements pour hommes

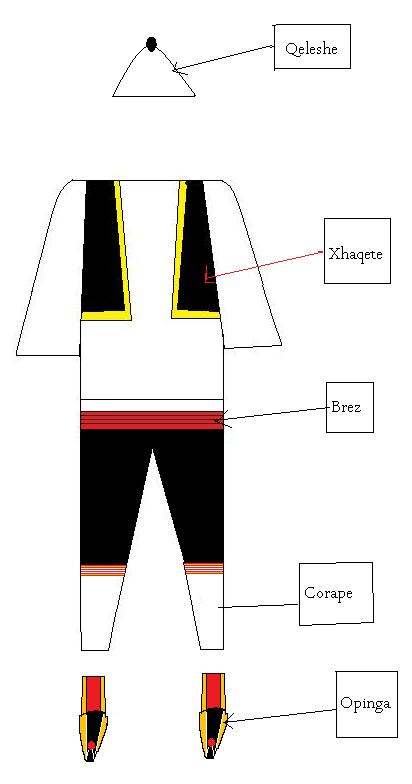
Une robe traditionnelle albanaise de la région de Labërisë.

### Robe avec «fustanelle»
Même ce vêtement pour homme tire son nom d'une sorte de bas blanc, en tissu de coton et avec plus de rides. Sous ce bas étaient portés des pantalons longs, sur lesquels des chevilles aux genoux étaient portés des chapeaux de shajak. Dans certains cas, ceux-ci s'étendent jusqu'au rayon des cuisses, ils sont donc appelés cuisses. Dans la partie supérieure, il portait une chemise courte à manches larges, un gilet et une manche (suspendue dans le dos). A la taille venait une large ceinture de laine, dessus et une autre de cuir fantaisie sur laquelle étaient insérés et accrochés les bras de la ceinture. Pendant la saison froide, une partie de cette tenue était également des cheveux en laine. Bien qu'une partie blanche ait été placée sur la tête avec un pouce au milieu. Jusqu'au début du XXe siècle cette robe est portée dans tous les territoires albanais, du Kosovo à Cameri. Il était alors limité aux villages du sud de l'Albanie.

### Vêtement avec une chemise longue et dollame (ou cibun)
Les parties les plus importantes de ces vêtements pour hommes sont; chemise blanche ainsi que dollama ou long shajak cibuni. En été, au lieu de dollama, une sorte de verre shajak était porté. Sous la chemise étaient portés de longs sous-vêtements accompagnés de chapeaux. Dollama ou cibuni est présenté avec quelques changements dans différents domaines. Quelque part, il était long jusqu'au genou, quelque part jusqu'aux chevilles. Quelque part en blanc et décoré de tresses noires, et quelque part en noir. Cette robe a été utilisée à Mirdita, Mat, Diber, Malesi e Madhe, Korca, Kolonje, Gjirokaster, etc. Après la Seconde Guerre mondiale, ce type de vêtements a été remplacé par les meilleurs vêtements. Le dollama a continué à être porté comme une robe de cérémonie portée sur le pneu ou utilisé dans les assemblages.

### Robe en tirc
L'élément le plus typique de cette robe est le turquoise qui a la forme d'un pantalon shajak serré (principalement blanc et rarement noir ou marron). Ils sont généralement noués sous la taille (au niveau du bassin) accompagnés d'une bande de laine à rayures multicolores. Dans la partie supérieure, il portait une chemise à manches longues, un gilet sans manches et un pare-brise à manches longues, tous deux en shajak. Pendant les saisons froides, une veste à manches courtes avec un col marin (en shajak noir) appelé jurdi, kapora ou herke, était portée sur le verre. Les Turcs étaient généralement détenus dans le nord de l'Albanie, au Kosovo et dans le nord-est de l'Albanie, atteignant le district de Berat.

### Robe avec Brekushe (Citjane)
Le nom de ce type de robe est lié au bas de celui-ci, qui a la forme d'un pantalon large, en laine ou en coton tissé sur un métier à tisser à domicile. Ils étaient toujours longs jusqu'à la cheville et étaient accompagnés d'une large ceinture de laine rouge cerise. Sur la partie supérieure du corps, il portait une chemise à manches longues et étroites. Pendant les saisons froides, en plus du gilet en verre shajak, il portait également des pompons (un type de veste à deux paires de manches). Cette robe était utilisée dans les villages de Zadrima (en saison chaude) en Albanie centrale et dans certains villages de Mat, Martanesh, Mirdita, Librazhd, Ermenika, etc.

### Vêtements avec poture
Les pots ont la forme de larges pantalons jusqu'aux genoux.
Contrairement à d'autres vêtements, ces types de pantalons ont un impact assez important (sous forme de coupe) sur les mêmes vêtements utilisés dans les pays orientaux. Des chaussettes Shajak étaient portées sur la partie inférieure des jambes (sous le genou). Dans la partie supérieure, il portait une chemise à manches longues accompagnée d'un gilet shajak, qui était attaché sur le côté de la poitrine. Pendant la saison froide, il portait un verre avec des manches qui pendaient à l'arrière du corps. Cette robe avait une autre partie qui se démarquait des autres provinces, c'est exactement la taille haute ou le talon hémisphérique.
Ces vêtements ont eu une distribution limitée, principalement à Labëri, Mallakastër, Myzeqe, etc. La poterie a remplacé la robe par la robe à la fin du XIXe siècle.

## Fustanelle
Vêtements folkloriques pour hommes dans différentes régions, au Sud et au Nord. La robe a la forme d'une extrémité large, avec de nombreux types (côtés) en forme de trapèze, cousus ensemble et froncés avec des rides denses à la taille. La pièce était en coton et lin blanc. Le costume avec jupe se compose de chemises, jupes, tirqit / chaussettes, ceinture, gilet et coupe-vent. Divers guerriers portaient également des robes brunes et noires.
La fustanelle est une robe qui appartient à une époque très ancienne. Il est documenté, dans certaines découvertes archéologiques, être du IVe au IIIe siècle av. J.-C.

## Xhubleta
Vêtements typiques des femmes du nord de l'Albanie, sur la rivière Drin,le Nikaj-Mërtur (en), le Rugova (region) (en), le district de Malësi e Madhe  et chez les Albanais du Monténégro. Dans la zone en aval de Shkodra jusqu'à Breg i Matit où les alpinistes de Malsise e Madhe sont descendus. Xhubleta est une extrémité en forme de cloche, qui vient ondulée à la fin, surtout dans le dos.Elle se composait d'un grand nombre de pièces et de ceintures de shajak étroites, cousues horizontalement et entrelacées de bandes de tresses. Accroché à l'épaule avec deux larges bretelles. Au XVIIIe siècle, le jubilé était composé de nombreuses couleurs, mais ce qui nous est parvenu aujourd'hui est: le noir pour les femmes et le noir et blanc pour les filles. Les autres parties du costume avec le jubilé sont: les aisselles, les vestes, les mouchoirs, le paranik, les roseaux et les semelles, etc. Xhubleta est d'origine ancienne. Il ressemble aux vêtements de certaines figurines néolithiques trouvées en Bosnie, mais aussi dans d'autres parties de la Méditerranée, qui appartiennent au IIe millénaire av. J.-C. et sont associées aux anciennes civilisations méditerranéennes. Xhubleta of Malesia est l'héritage clair de l'origine illyrienne de notre culture que les alpinistes ont transmis jusqu'aux années 1950-1960, c'est donc l'un des éléments d'identification du costume folklorique albanais, à travers des motifs, où l'emblème pour tous est l'aigle. Xhubleta contient une série de symboles où ils représentent les liens avec la religion catholique, la foi divine, l'amour et soulignent la beauté de la femme de la montagne.

## Opinga
Les opingas sont des chaussures traditionnelles portées par les Albanais en Albanie, au Kosovo, en Macédoine du Nord, au Monténégro, en Grèce (d'Arvanitas) et dans les villages d'Arbëresh en Italie. Il était également porté par des compatriotes de Roumanie (opinca), de Serbie, de Croatie, de Bosnie-Herzégovine (opinca), de Bulgarie (opinka) et d'autres pays. Ils sont faits d'une peau de cuir, formée sur les pieds avec des bandes de cuir ou de laine. Une variété d'opings dans le sud de l'Albanie sont des chaussures en cuir typiques tournées avec des pompons de laine rouge et noir sur les bords, qui sont souvent utilisées pour la danse folklorique. Les premières preuves archéologiques des opinga remontent aux Ve – IVe siècles av. J.-C., indiquant qu'elles étaient un élément de la culture illyrienne. Les preuves ultérieures de leur utilisation en Albanie proviennent des œuvres du peintre iconographique Onufri du XVIe siècle. On a suggéré que l'étymologie du mot proviendrait du proto-albanais api (albanais moderne: hapi), qui signifie pas. En 1610, Marino Bizzi, patriarche vénitien en Dalmatie et archevêque d'Antivar, remarqua que les hommes de Mirdita portaient des opings, en peau de vache, préparés par les hommes eux-mêmes. Les artisans du Përmet kaza détenaient le monopole du commerce d'opérations dans les vilayets de Shkodra et Ioannina jusqu'en 1841, date à laquelle ce privilège fut révoqué sous les réformes Tanzimat.
Une partie intégrante du costume folklorique avec une vieille tradition et répandue dans toute l'Albanie. Les types les plus simples étaient constitués d'une seule pièce de cuir en forme de quadrilatère, dont les bords étaient frottés avec des lanières de cuir s'approchant derrière le pied, puis resserrés avec du tissu de laine. Selon la façon dont le haut était cousu, la façon dont les ceintures et les langues étaient placées ou la façon dont le dessus de l'opinga était tricoté et décoré, il y avait de nombreuses variantes: opinga de vache, avec des bretelles, avec des langues, opinga avec des avantages, avec des touffes, avec des pompons, opinga avec des mandataires, etc. Les premières preuves archéologiques des ouvertures appartiennent aux Ve – IVe siècles av. J.-C. et montrent qu'elles étaient un élément de la culture illyrienne et se distinguaient clairement des sandales de type gréco-romain classique et plus tard des genoux typiques des peuples slaves. Les preuves ultérieures datent du XVIe siècle dans certaines des œuvres d'Onufri. Les opérations se sont également étendues aux Arberes de Grèce et d'Italie.

## Guna
Une partie intégrante du costume folklorique avec une vieille tradition et répandue dans toute l'Albanie. Les types les plus simples étaient constitués d'une seule pièce de cuir en forme de quadrilatère, dont les bords étaient frottés avec des lanières de cuir s'approchant derrière le pied, puis resserrés avec du tissu de laine. Selon la façon dont le haut était cousu, la façon dont les ceintures et les langues étaient placées ou la façon dont le dessus de l'opinga était tricoté et décoré, il y avait de nombreuses variantes : opinga de vache, avec des bretelles, avec des langues, opinga avec des avantages, avec des touffes, avec des pompons, opinga avec des mandataires, etc. Les premières preuves archéologiques des ouvertures appartiennent aux Ve – IVe siècles av. J.-C. et montrent qu'elles étaient un élément de la culture illyrienne et se distinguaient clairement des sandales de type gréco-romain classique et plus tard des genoux typiques des peuples slaves. Les preuves ultérieures datent du XVIe siècle dans certaines des œuvres d'Onufri. Les opérations se sont également étendues aux Arberes de Grèce et d'Italie.

## La reproduction est une nécessité
Dans les fonds du musée de l'Institut de la culture populaire sont conservés un nombre considérable de costumes folkloriques, et pas seulement un certain nombre, mais de nombreuses variantes qui représentent tous les types de costumes folkloriques albanais. Variantes qui consistent en une tenue de cérémonie, une tenue décontractée, une tenue de groupe d'âge, des vêtements pour enfants, des vêtements pour filles, pour les femmes d'un certain âge. Oui, encore une fois, le besoin de reproduction est une nécessité.

## Les robes les plus anciennes
Le costume le plus ancien, véhiculant un message centenaire, est le jubilé, qui prend naissance le long des Alpes et s'étend jusqu'aux hauts plateaux du Monténégro. Bien que les ethnographes les plus éminents d'Albanie aient effectué diverses études, aucune explication concrète n'a encore été trouvée pour expliquer pourquoi cette robe n'existait que dans les hautes terres du Nord. Tandis que d'autres éléments de l'antiquité, qui sont véhiculés par la robe folklorique, sont les chemises longues, les sweats à capuche (longues capes) et les opings avec des hauts.

## Les costumes folkloriques et leur avenir
La collection de ces costumes folkloriques a commencé après la Seconde Guerre mondiale, plus précisément en 1947. Pour les costumes folkloriques, leur originalité doit être préservée, car ils sont une expression claire de l'identité albanaise. Lors d'un festival folklorique, organisé à l'étranger, nous il faut être représenté avec le costume traditionnel, le monde aussi les préserve et les entretient beaucoup, c'est un élément d'identité, il existe différentes formes d'organisation de festivals folkloriques. Vraiment, un festival fait il y a 30 ans ne ressemble pas à un festival fait aujourd'hui, mais ces formes doivent être préservées, car elles sont les valeurs de l'héritage culturel incontestable de chaque peuple.Les costumes sont importants pour le processus d'étude.Ils reflètent également l'histoire du développement économique et culturel d'un pays, d'une province et d'un village. vêtements, nous comprenons aussi le niveau de développement culturel ainsi que la psychologie d'un pays.La province de Zadrima a un costume féminin dans la forme la plus révélatrice, qui montre librement de la plus grande femelle Zadrimore. Ce costume de Kukës est différent, fermé jusqu'à la gorge. D'une certaine manière, cela montre le sectarisme. "Tous ces éléments, pris un à un, complètent la physionomie de la province.

## Galerie

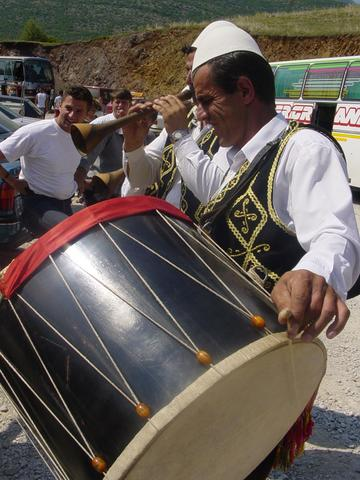
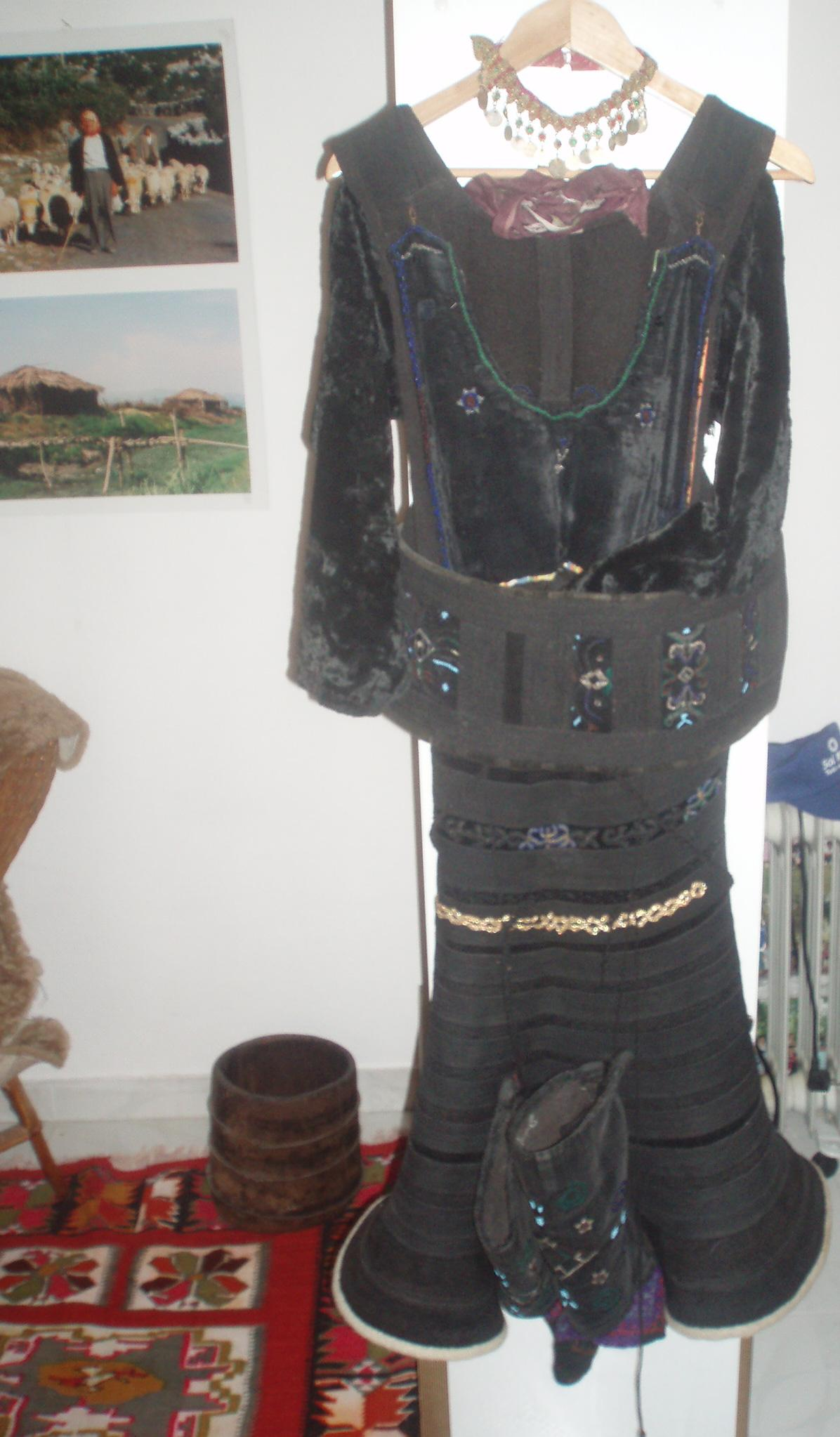
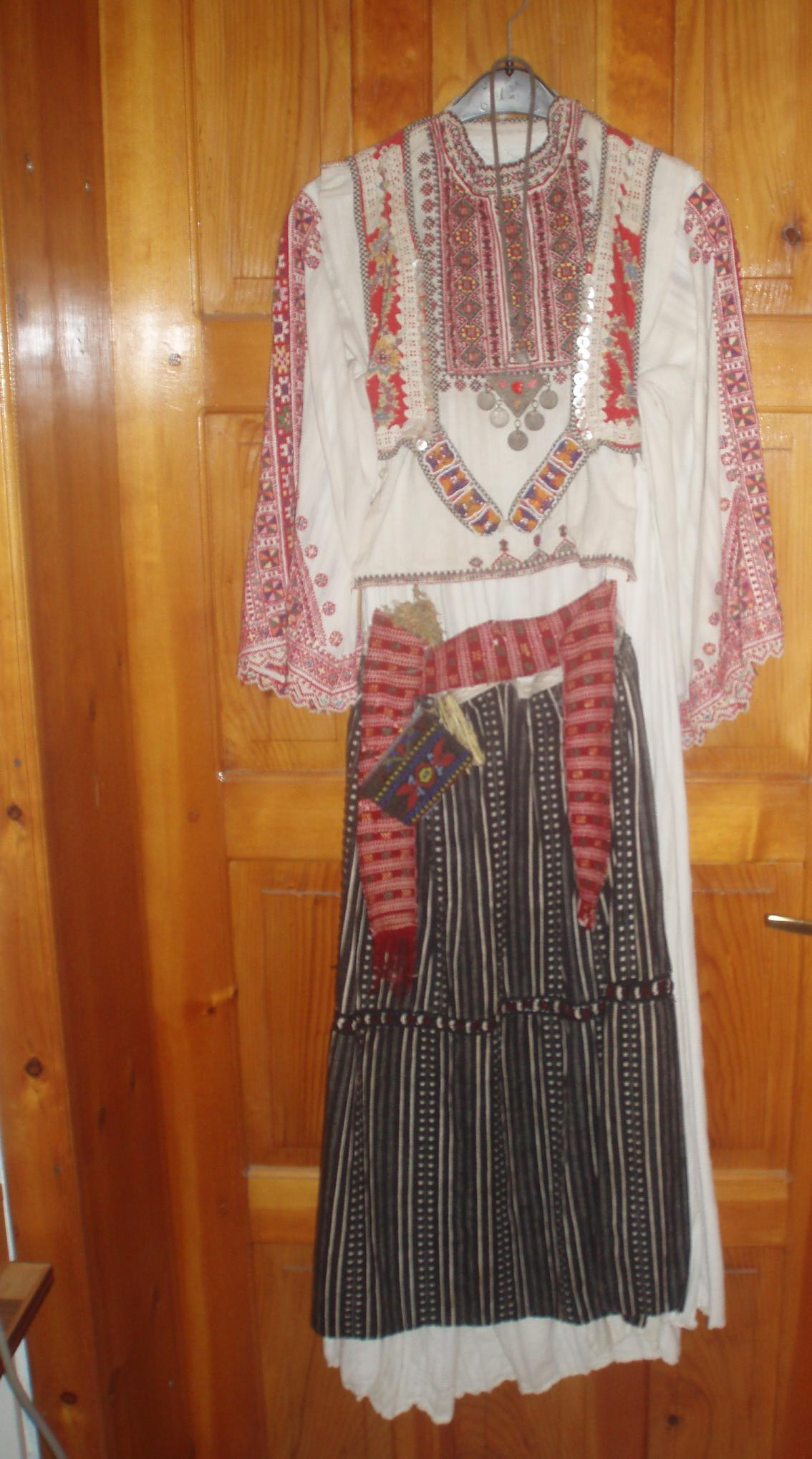
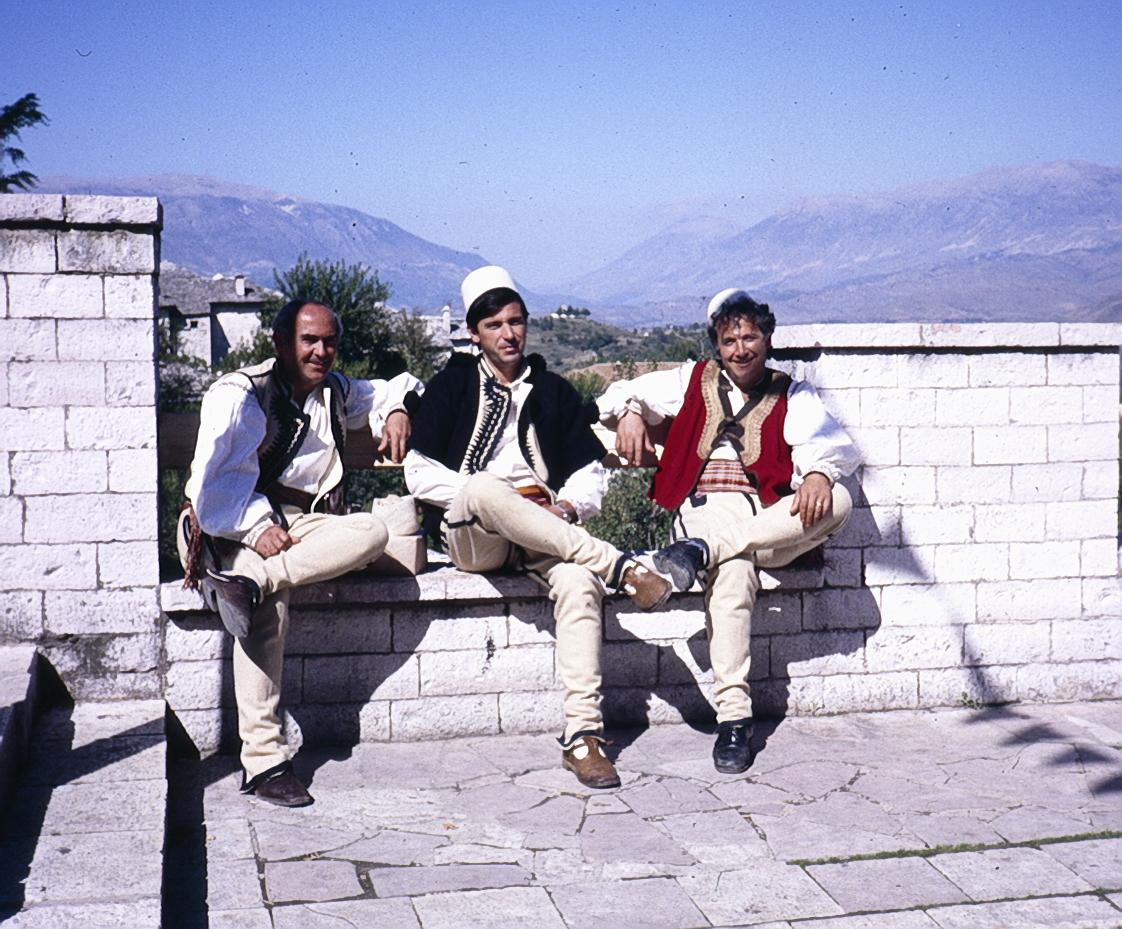
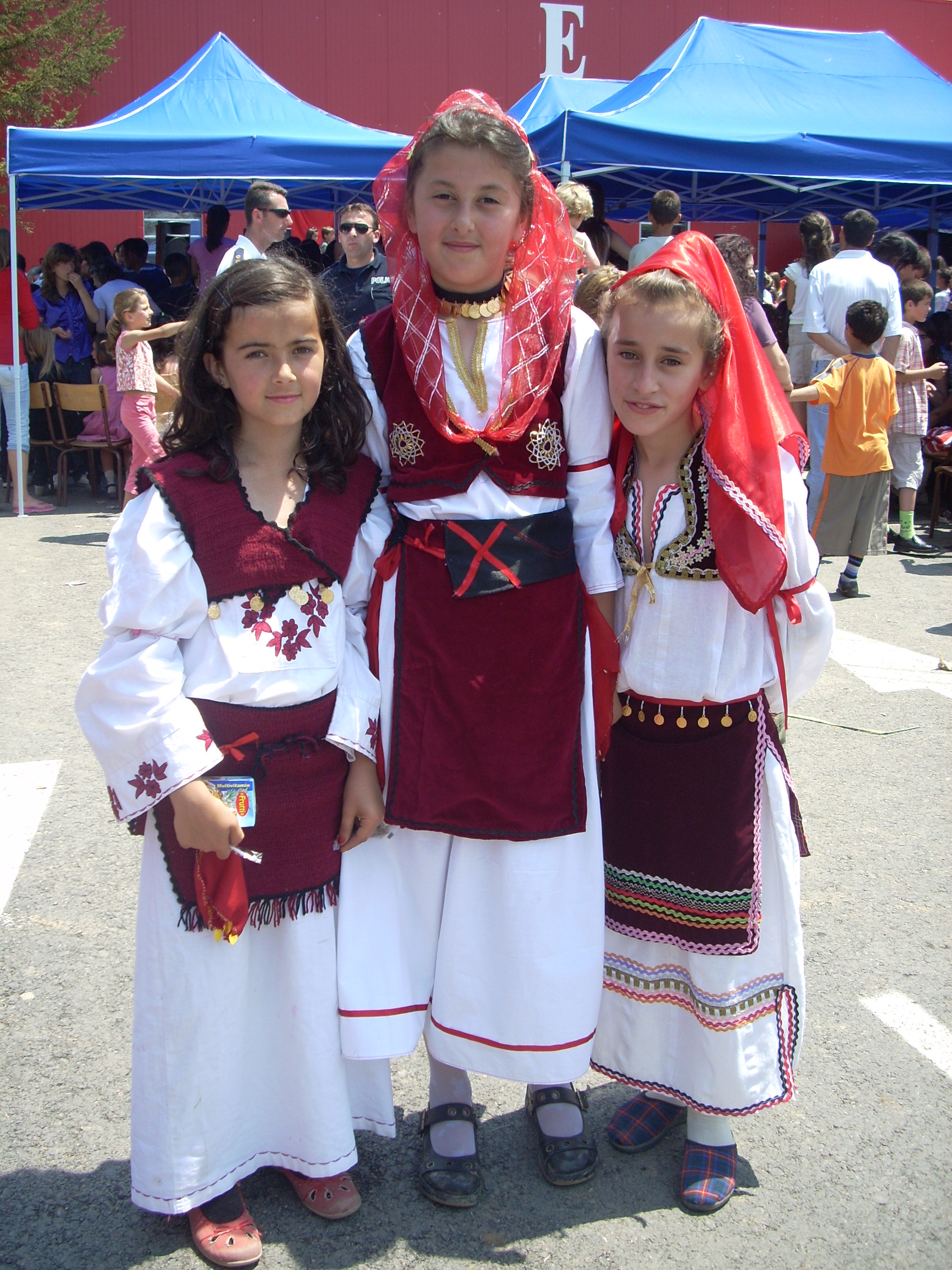
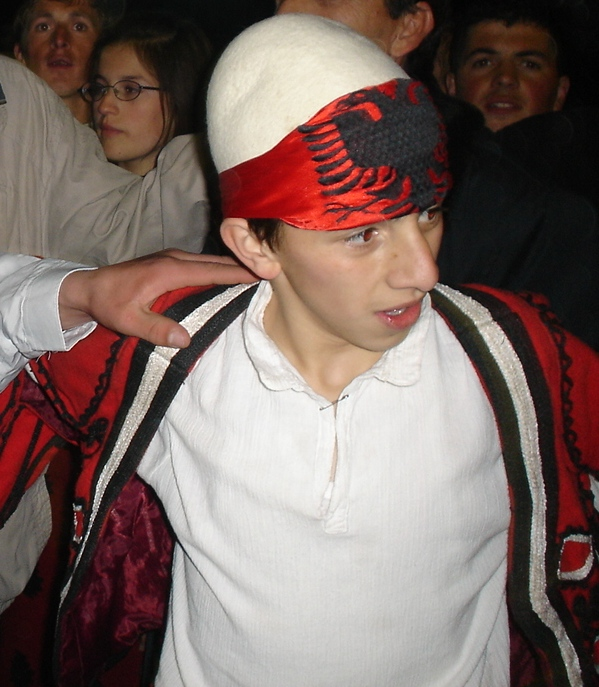
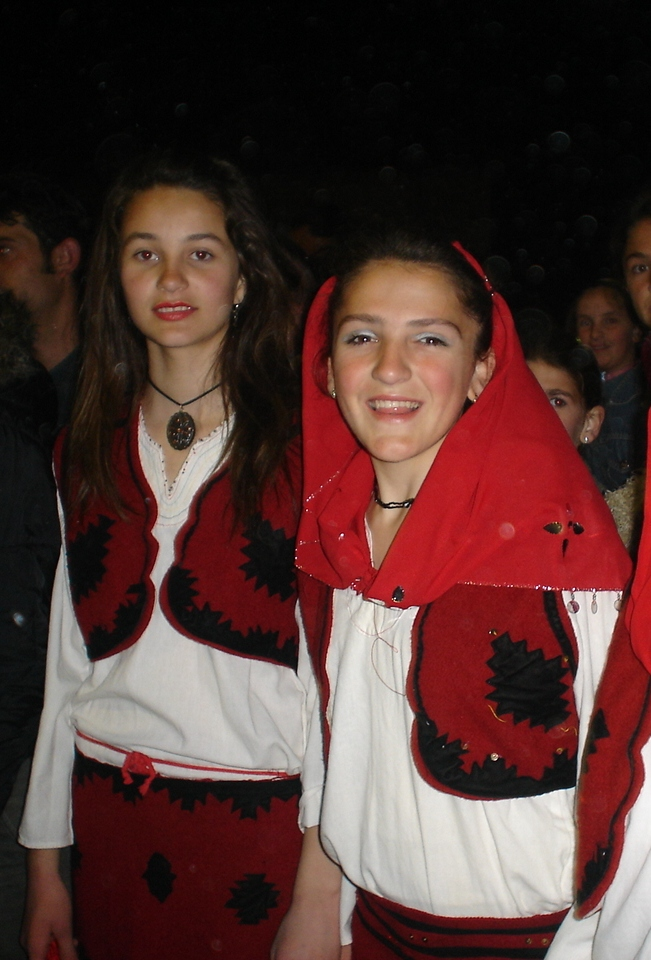
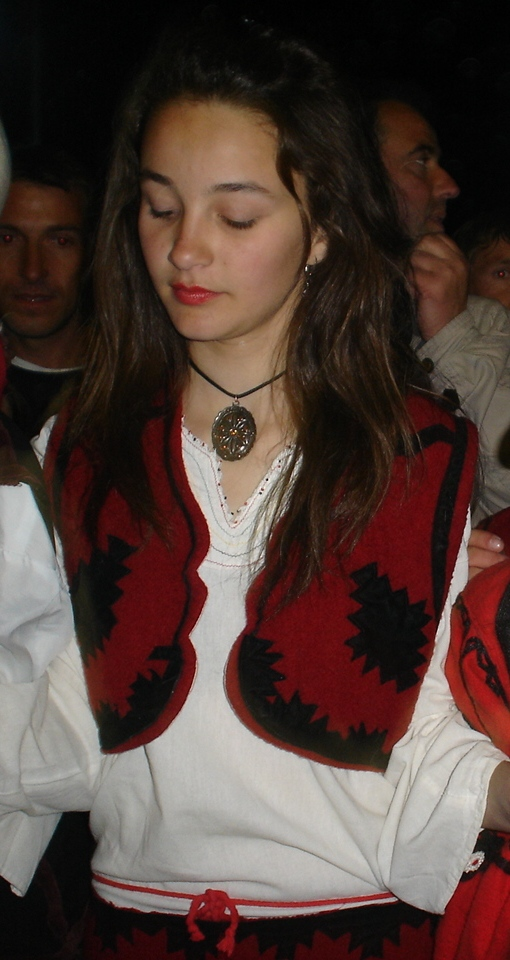
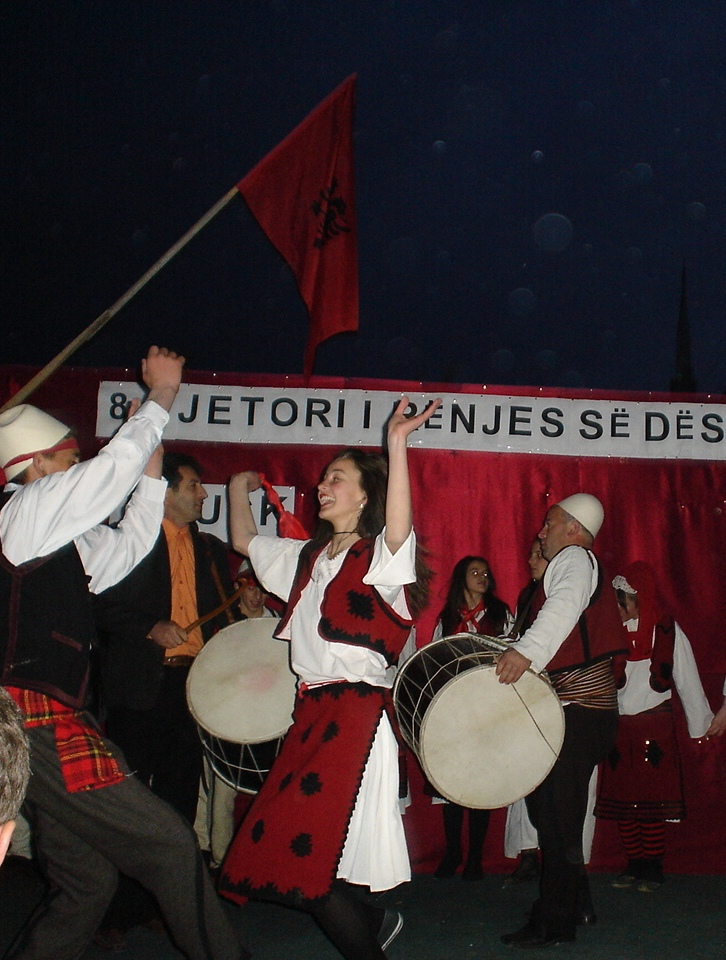
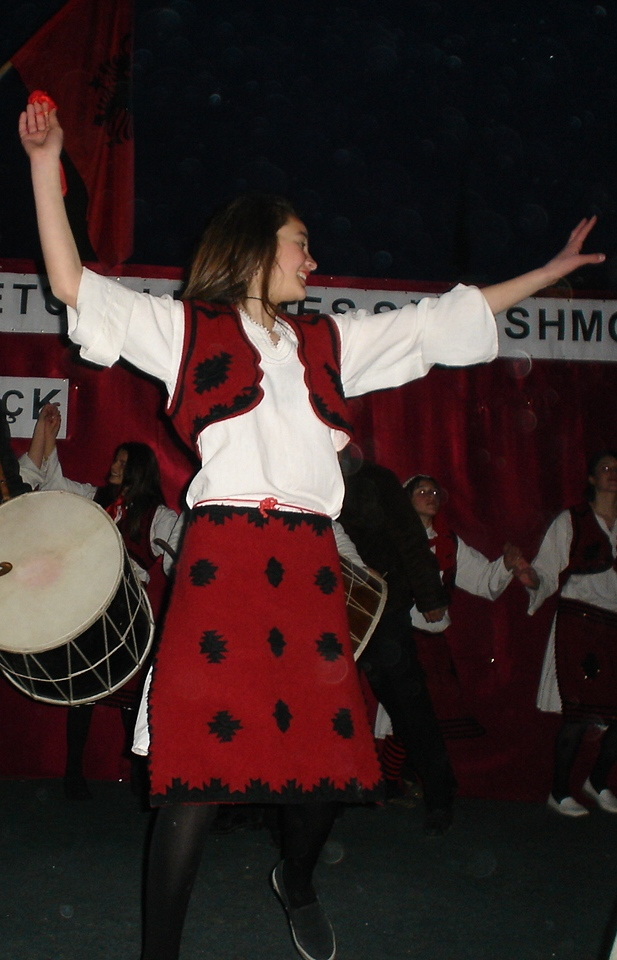
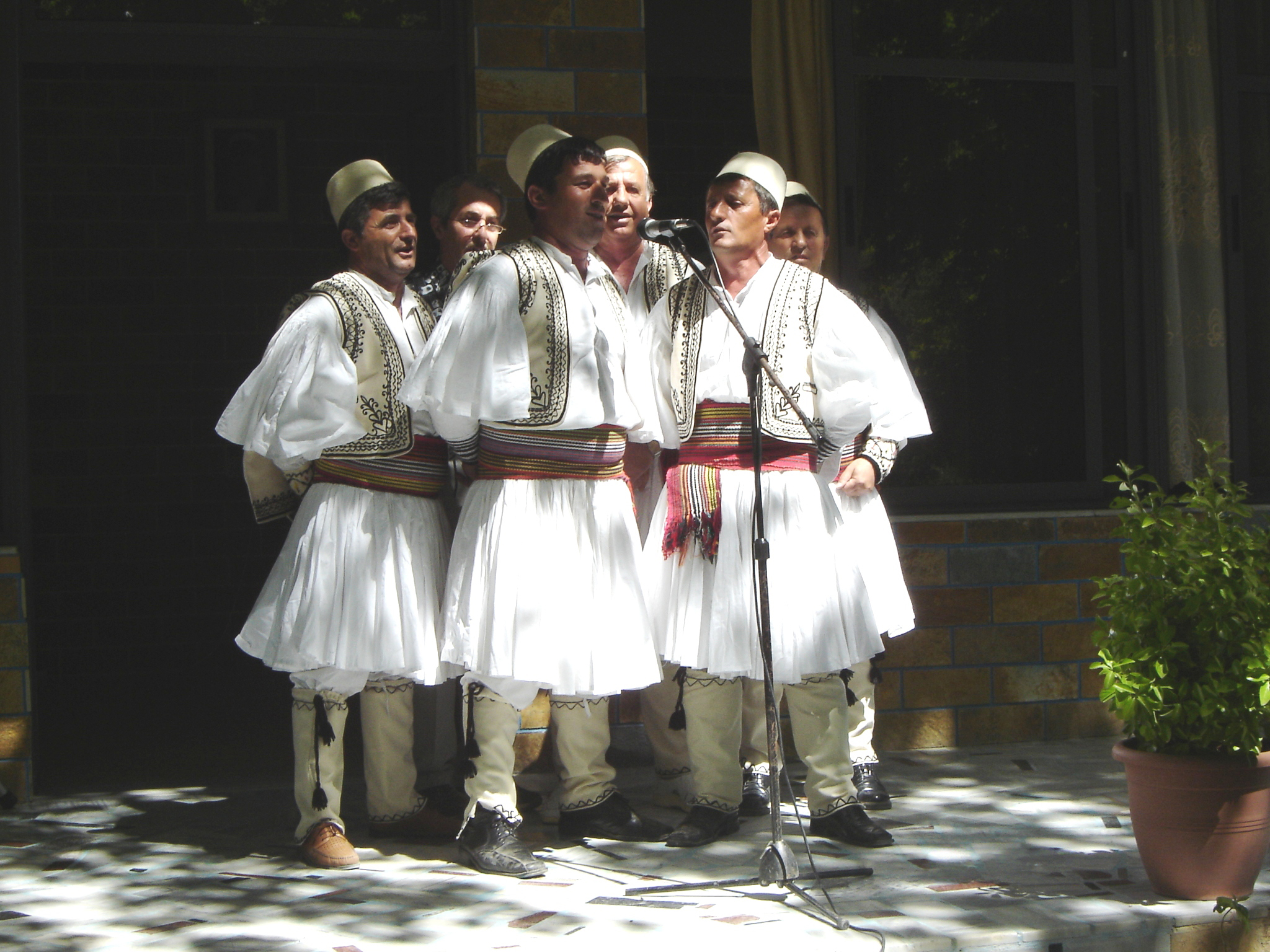
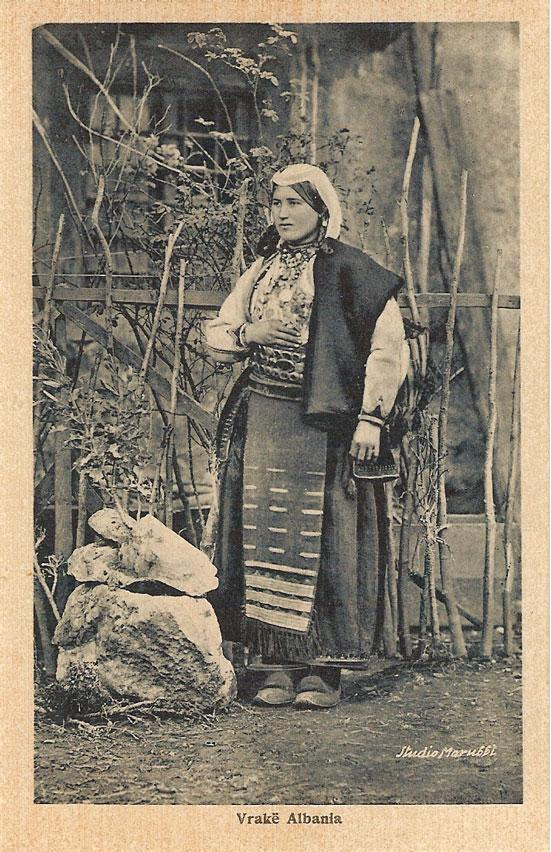
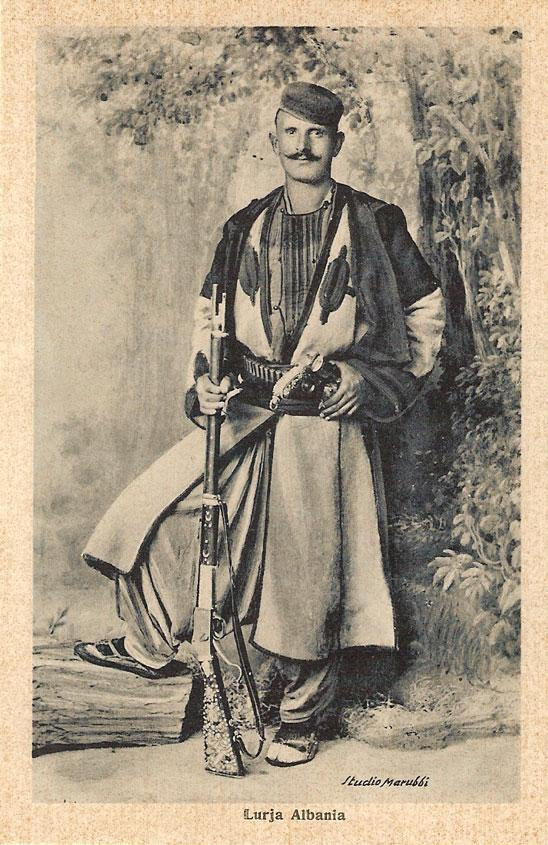
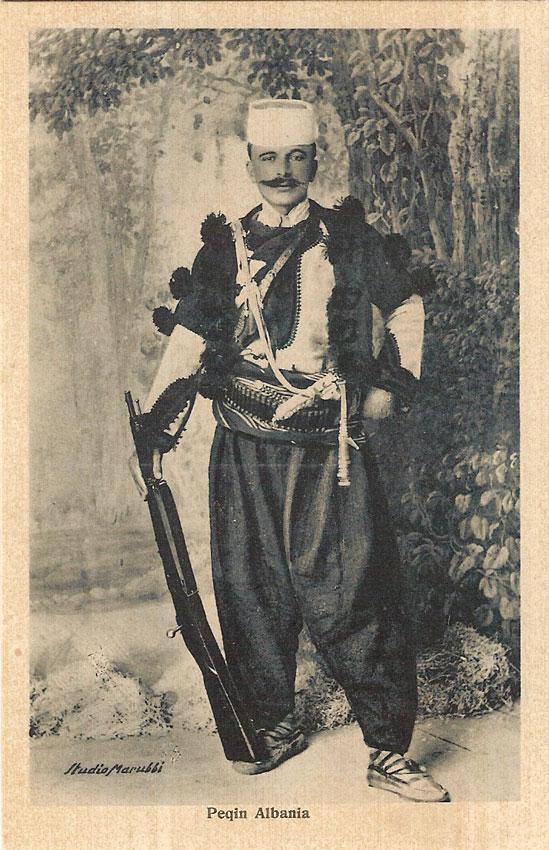
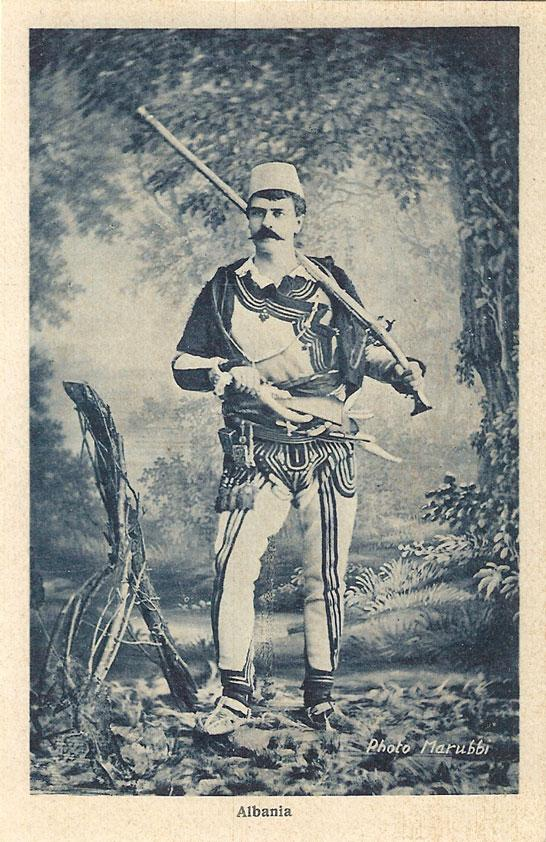
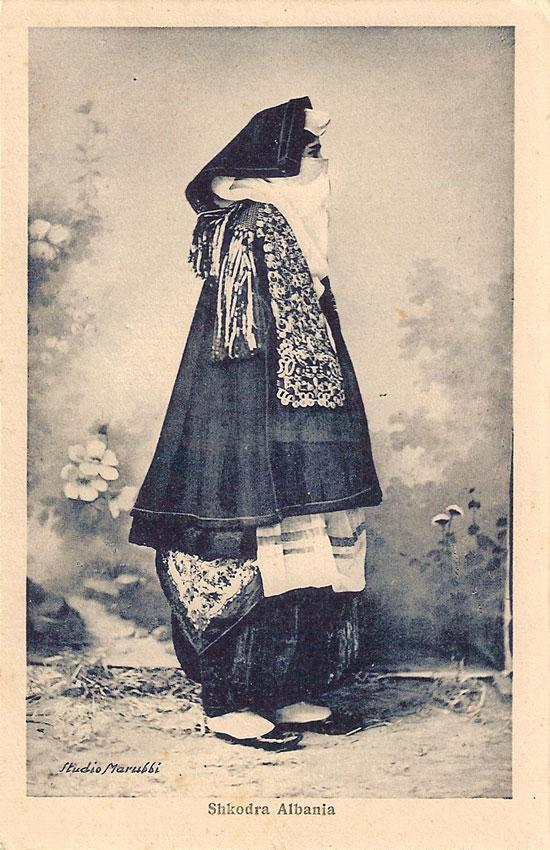
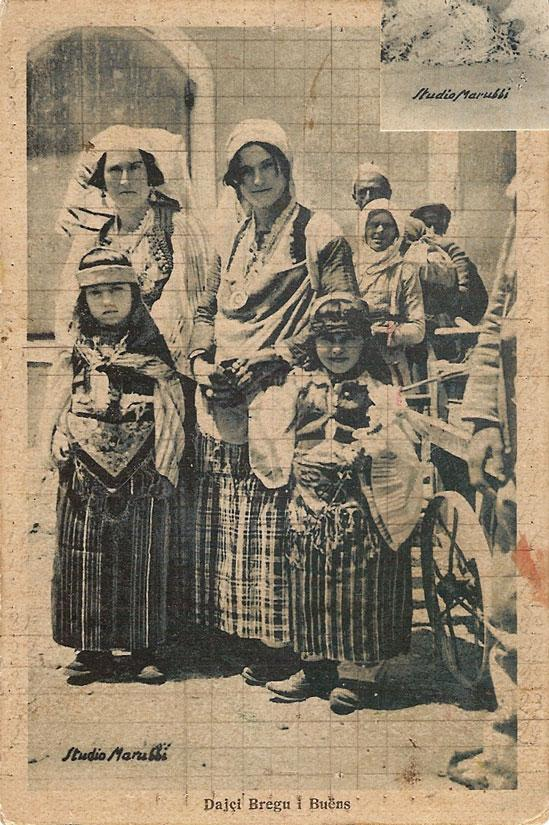
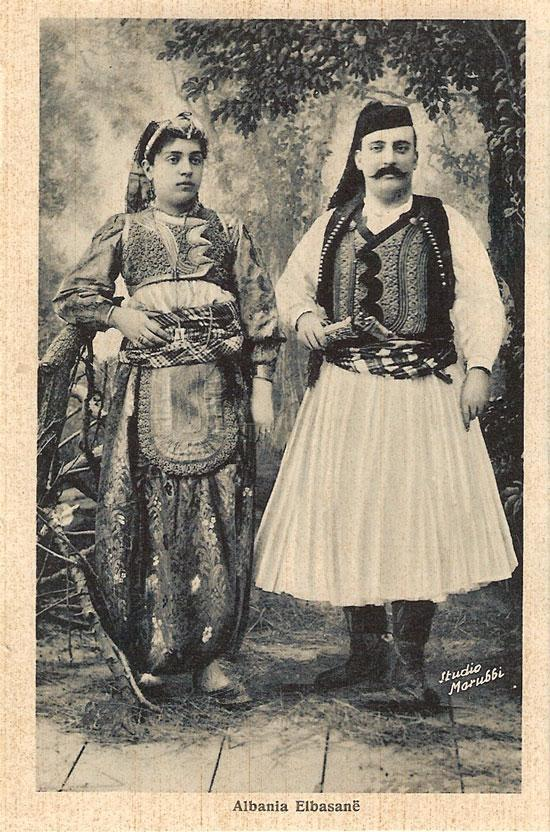
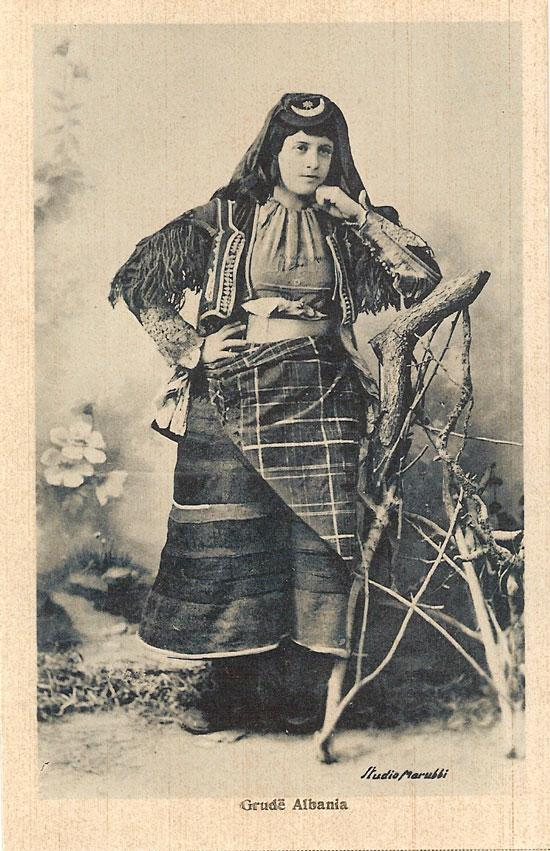
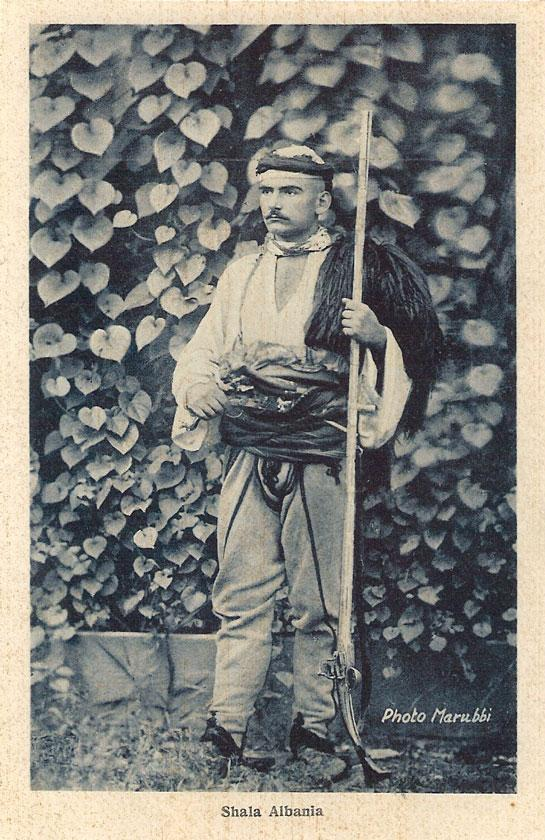
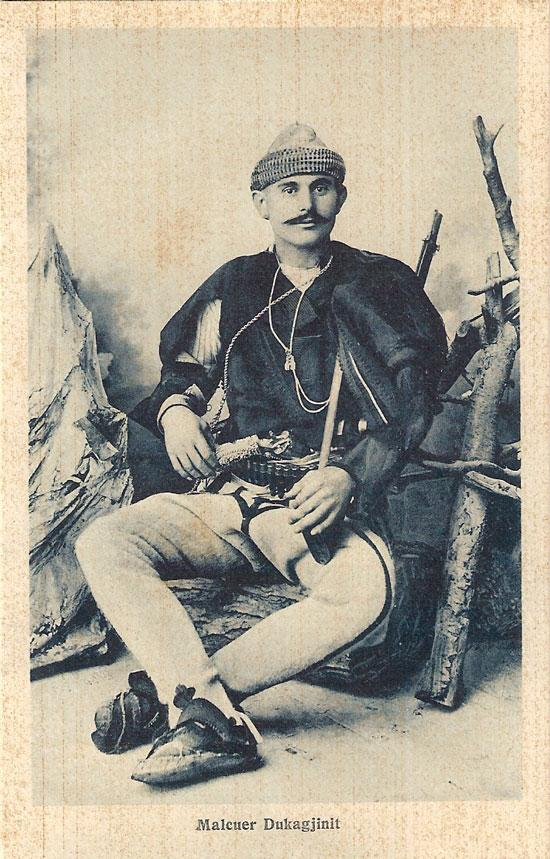
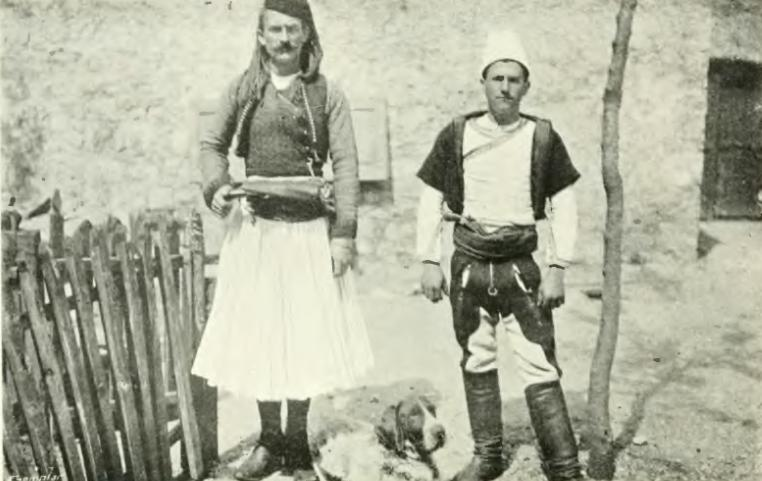
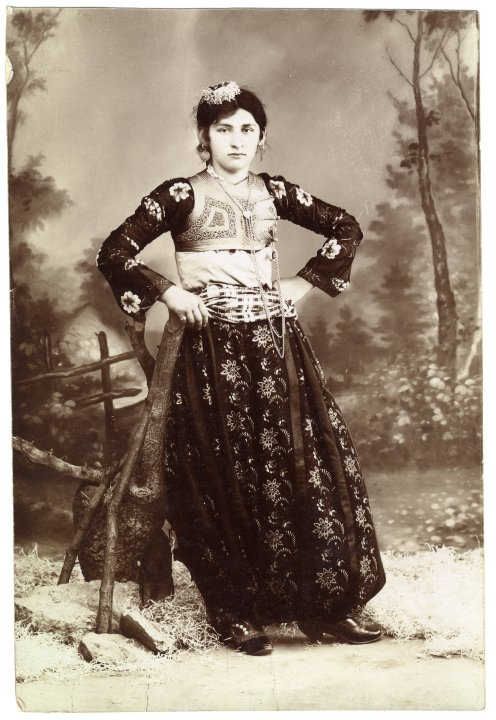
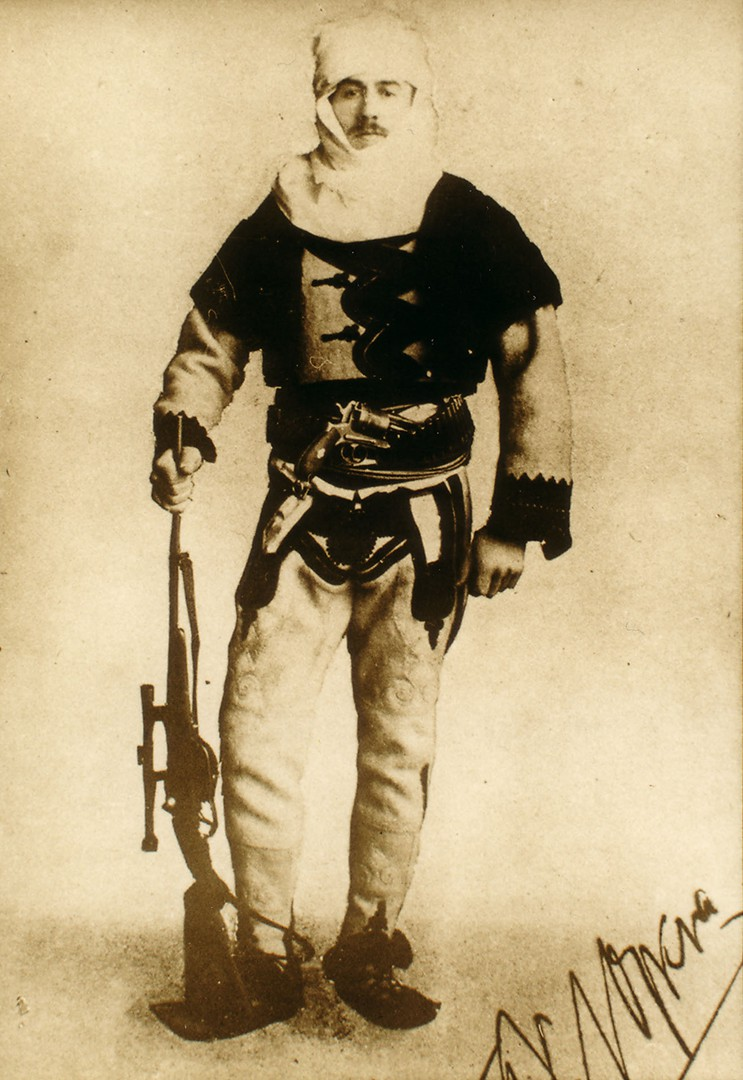
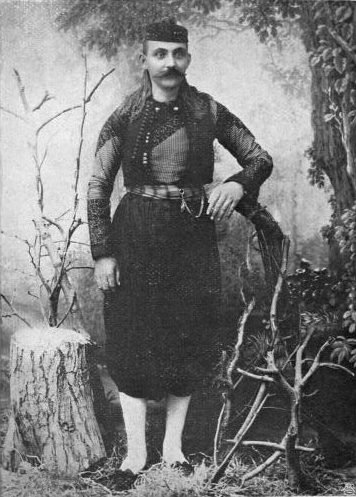
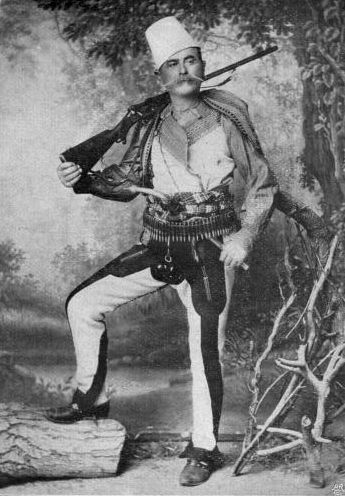
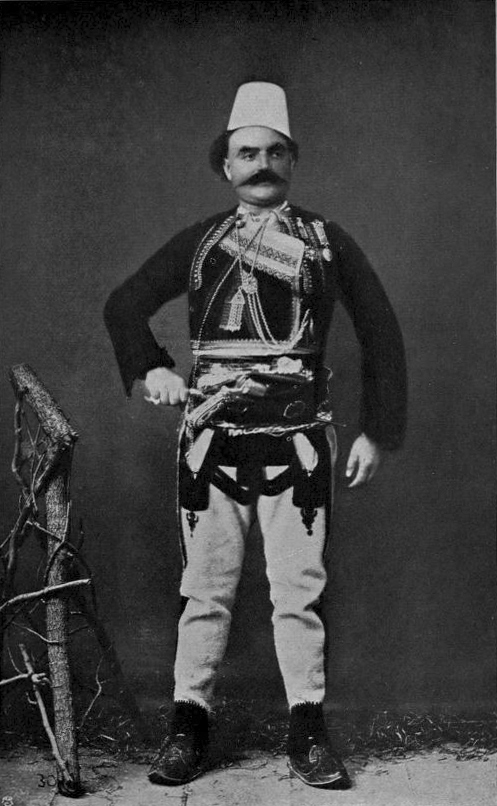
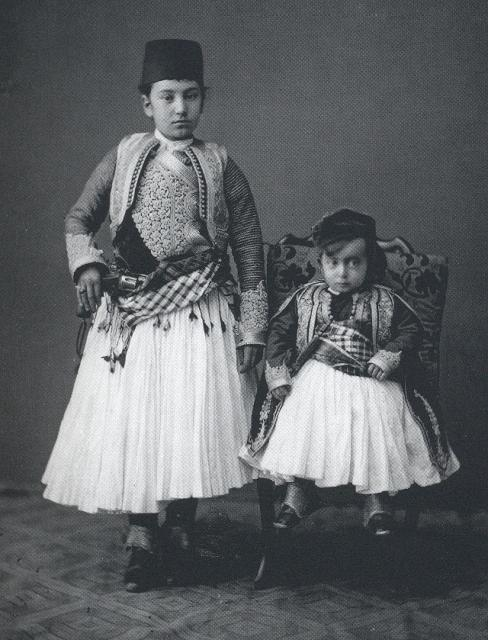
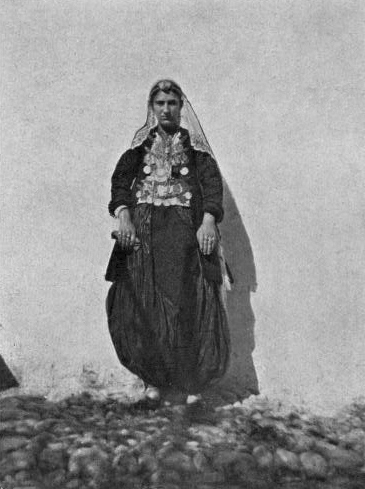
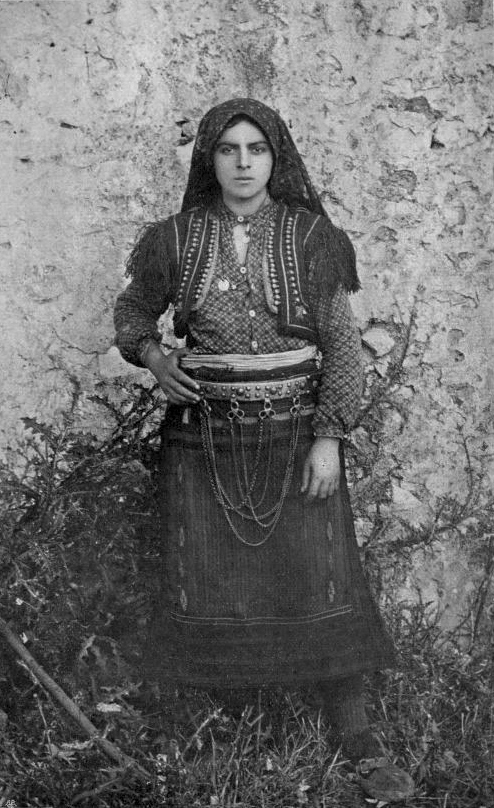
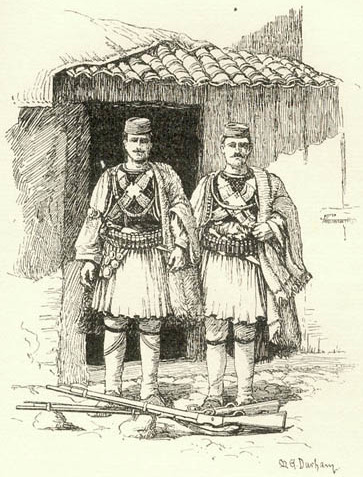